# Кхджунгпо Налджіор
Кхджунгпо Налджіор (མཁས་གྲུབ་ཁྱུང་པོ་རྣལ་འབྱོར།, вайлі: mkhas grub khyung po rnal 'byor;
за легендою, 918–1079 (990/1050-1127; 978/990-1128)) — монах тибетського буддизму, засновник традиції Шанґпа Каг'ю, що належить до Алмазному шляху.

## Історія
Кхджунгпо Налджіор народився в родині, що слідувала традиціям Бон. Прізвище Кхджунг — це тибетське слово, що означає Гаруда, міфічний птах, дуже важливий у цій релігії. Кхджунгпо Налджіор отримав традиційну освіту і виховувався відповідно до традиції Бон, в якій йому ще чогось бракувало, що змусило його шукати власний шлях.
За традицією, він мав сто п'ятдесят вчителів, з якими він зустрічався, часто подорожуючи з Тибету в Індію, хоч головними вчителями були дві дакіні: Нігума і Сухасіддхі. У ті часи дорога між Тибетом та Індією була дуже небезпечною і тривала багато місяців. Кхджунгпо подорожував, щоб отримати дхарму і поширити її в Тибеті. Кожного разу, коли він вирушав у подорож, він намагався зібрати якомога більше золота, щоб запропонувати його вчителям, яких зустрічав. Це робило його подорожі особливо небезпечними з огляду на розбійників.
На згадку про золото, яке Кхджунгпо Налджіор обмінював на вчення, Дхарма Шанґпа Каг'ю інакше відома як золота Дхарма.
Через деякий час чернець зібрав навколо себе студентів, які також давали йому золото. Завдяки цьому він все ще міг їздити із золотом до Індії для отримання більших знань, які він викладав їм після повернення. За традицією, він прожив понад 150 років.